# 夏日悄悄話
《夏日悄悄話》（英語：The Quiet Girl，愛爾蘭語：An Cailín Ciúin[ənˠ ˈkalʲiːnʲ kʲuːnʲ])是2022年發行的愛爾蘭語電影，由柯姆·巴瑞德（Colm Bairéad）導演與編劇。故事改編自愛爾蘭短篇小說家克萊爾·吉根的著作《寄養》，講述1981年的夏天，一名個性內向的9歲女孩凱特被安排暫居在遠親位於沃特福德郡Ring區的鄉間，並且在這段夏日時光首度體會家庭的溫暖，探討的主題包含親情、人際關係、失落、情感忽視與虐待兒童的議題。
電影於2022年2月11日在第72屆柏林影展首映，2022年5月11日於愛爾蘭發行，其首週票房紀錄超越歷年的愛爾蘭語電影，同時在影評界獲得不俗的口碑，影評家尤其讚譽電影的攝影、故事、角色的情感深度、演員的表現。電影獲頒第72屆柏林影展的水晶熊獎等獎項。获得第95屆奧斯卡金像獎最佳國際影片提名。

## 劇情
凱特（Cáit）是名個性內向的女孩，她跟著眾多兄弟姊妹、貧困且經常對她情感忽視的父母生活在愛爾蘭的鄉村，不但需要在家裡謹言慎行，還得面對酗酒且容易暴怒的父親的威脅。1981年的夏天，當凱特的母親再度懷有身孕時，年僅9歲的凱特被父母交給年屆中年的遠親愛布琳（Eibhlín Cinnsealach）與後者的丈夫希恩（Seán）照顧。愛布琳不但親切地歡迎凱特的到來、無微不至的照顧她、教導她處理農場與馬匹的瑣事，還帶領她參觀一座聲稱井水具有治癒能力的井，同時提醒這座井的深度與取水時的安全事項。由於凱特抵達他們家裡的時候沒有帶任何東西，愛布琳為她安排一間衣櫥裡放置著男孩衣物的閒置房間，做為她的臥室，還特地為凱特添購新的女孩衣裝。
另一方面，個性孤僻的希恩最初對凱特表現出冷淡的態度。某天，愛布琳外出的期間，凱特陪著希恩來到農場的另一邊，後者開始著手清理馬廄，她趁著希恩忙於手頭事務的時候溜出馬廄四處遊蕩。當希恩發現凱特不見人影的時候，他變得驚慌失措，迫切地尋找凱特的下落，稍後希恩找到了凱特，當面斥責並命令她不可以再四處遊蕩。希恩突如其來的憤怒舉動讓凱特飽受驚嚇，她隨即奔跑回夫妻倆的房子。意識到自己過於衝動的希恩感到自責，在接下來的日子開始試著與凱特互動，雙方的關係在交流的過程中逐漸變得親密。
某日愛布琳與希恩帶著凱特出席一場守靈會，夫妻倆發現凱特忽然變得很不安，當愛布琳與希恩安慰著他們的朋友的時候，一位八卦多嘴的女鄰居提議幫忙照顧她幾個小時。愛布琳猶豫了一會兒，同意這名女鄰居協助照顧凱特。當凱特和這名女鄰居相處的期間，她從女鄰居的口述獲知愛布琳與希恩曾經有過一個年幼的兒子，但是他已經在多年前溺斃在家裡的漿池。愛布琳與希恩抵達女鄰居的家裡接回凱特，發現她顯露出孤僻的情緒與舉止，便詢問她究竟發生什麼事，並且在凱特據實吐露事發經過後，默默地陷入憂傷的情緒，但是他們絲毫沒有否認女鄰居所說的事情。
凱特居住在愛布琳與希恩的家裡一個月後，凱特的母親生了孩子，要求夫妻倆在開學前將凱特送回家裡。凱特、愛布琳、希恩表達他們即將別離的傷感，但是愛布琳與希恩同意將凱特送回原生家庭。凱特因為不願意回到經常朝她惡言相向的父母身邊，遂趁著愛布琳與希恩沒有注意到的時候，溜至愛布琳先前帶她參觀過的那座井打水，未料凱特在盛水的時候，水桶因為被井水迅速裝滿而增加重量，導致凱特不慎連同水桶被拖入井裡。擔憂的愛布琳找到了自行爬出水井、渾身濕透且心煩意亂的凱特，親自安慰了她。
翌日，愛布琳與希恩駕車將凱特送回原本的家裡，然而凱特的母親對於女兒的歸來表現出冷漠的態度，凱特甚至僅因為打了個噴嚏，便被她的父親嚴厲斥責。經過兩家成人之間充滿緊張氣氛的對談後，愛布琳告訴凱特的父母，她與希恩隨時歡迎凱特跟他們待在一塊，愛布琳與希恩不情願地告別了凱特，準備駕車離去。當凱特看著夫妻倆的汽車從車道上消失時，她忽然衝向動手關上她家大門的希恩，及時追上了準備離去的兩者。希恩與凱特奔向彼此並擁抱在一塊，令待在車內目擊此景的愛布琳為之動容哭泣。凱特從希恩的肩上，望見氣憤難平的父親正朝著他們走來，於是向希恩說了聲「爸爸」，提醒她的父親正在走向他們，短暫停頓片刻，凱特再度向希恩說了聲「爸爸」，承認希恩是她的父親。

## 製作
電影改編自愛爾蘭短篇小說家克萊爾·吉根2010年的英語小說著作《寄養》，這部電影最初的標題是「Fanacht」，意即「等待」，於都柏林和米斯郡取景拍攝，其中米斯郡的取景地點包含薩默希爾（Summerhill, County Meath）、莫伊納爾維（Moynalvey）與當地的費根酒吧（Fagan's Pub）、庫拉敦（Curraghtown）、加洛克羅斯（Garlow Cross）、特里姆（（Trim, County Meath）、克洛尼梅斯（Clonymeath）。

## 發行
2022年2月11日，本片於在第72屆柏林影展於柏林音樂廳進行首映，獲頒兒童單元國際評審團最佳影片水晶熊獎與兒童評審團的特別提名 ，同年2月23日在愛爾蘭都柏林國際影展與3月舉辦的格拉斯哥影展播映，直至2022年5月12日才在愛爾蘭正式上映。電影還被遴選為2022年10月第27屆釜山影展的「世界電影（World Cinema）」播映影片。

## 票房
電影發行後，在愛爾蘭打破了歷年愛爾蘭語電影首映週末的票房記錄，成為有史以來票房最高的愛爾蘭語電影。

## 評價
《夏日悄悄話》獲得歐美影評界的積極評價，在柏林影展上，評審團稱讚該片「這是一部細膩的故事，充滿了關於童年、悲傷、為人父母和重建家庭的細節。非常強大的敘事與令人驚嘆的電影攝影相結合。聲音和影像營造出獨特的氛圍」。電影在2022年3月的第18屆愛爾蘭電影與電視獎影展總計獲得11項獎項提名，從中贏得7項獎項，成為首部同時達成在柏林影展登場且贏得愛爾蘭電影與電視獎影展的愛爾蘭語電影。
在知名聚合影評網站爛番茄上，電影根據128條評論獲得96%的新鮮度，平均分數8.7/10，超過250名觀眾給予本片的好評度為92%，均分4.5/5，網站影評家共識寫道「對於編劇兼導演柯姆·巴瑞德而言，這是一部非凡的處女作，《夏日悄悄話》提供了一個看似簡單的提醒，即最小的故事也會留下巨大的情感影響。」。Metacritic則根據28條評論（25條好評、3條褒貶不一）獲得加權分數88分（滿分100分），代表「普遍讚譽」。

## 榮譽
提名
- 第95屆奧斯卡最佳國際影片獎

## 其他
- 第95屆奧斯卡最佳國際影片角逐名單
- 參與奧斯卡最佳國際電影角逐名單的愛爾蘭電影（英语：List of Irish submissions for the Academy Award for Best International Feature Film）

## 外部連結
- 互联网电影数据库（IMDb）上《夏日悄悄話》的资料（英文）
- 爛番茄上《夏日悄悄話》的資料（英文）
- Metacritic上《夏日悄悄話》的資料（英文）